# Брезовице (Пале)
Брезовице су насељено мјесто у општини Пале, Република Српска, БиХ. Према попису становништва из 1991. у насељу је живјело 36 становника.

## Становништво
| Националност       | 1991. | 1981. | 1971. | 1961. |
| Срби               | 35    | 30    | 54    | 63    |
| остали и непознато |       |       |       |       |
| Укупно             | 35    | 30    | 54    | 63    |

| Демографија | Демографија | Демографија |
| Година      | Становника  | Становника  |
| ----------- | ----------- | ----------- |
| 1961.       | 63          |             |
| 1971.       | 54          |             |
| 1981.       | 30          |             |
| 1991.       | 35          |             |

## Култура
Брезовице припада парохији у Мокром, Српске православне цркве чије је седиште Црква Успења Пресвете Богородице у Мокром.